# Sojuz FG
Il Sojuz FG fu la una versione migliorata del lanciatore Sojuz-U della famiglia dei lanciatori Sojuz, discendenti dei R-7. Venne progettato e costruito da TsSKB-Progress a Samara. Il sistema guida, navigazione e controllo venne sviluppato e fabbricato da "Polisvit" Special Design Bureau a Charkiv, in Ucraina.
Il 20 maggio 2001 la Sojuz FG fece il suo primo volo, trasportando un veicolo spaziale cargo Progress alla Stazione spaziale internazionale (ISS). Venne ritirato dopo il lancio della Sojuz MS-15 avvenuto il 25 settembre 2019 in direzione ISS; il sistema di controllo analogico limitava significativamente le sue capacità e ciò portò per alla sua sostituzione con il lanciatore Sojuz 2. Dal 30 ottobre 2002 al 25 settembre 2019, la Sojuz FG fu l'unico lanciatore ad essere utilizzato da Roscosmos per lanciare i veicoli con equipaggio Sojuz-TMA e Sojuz-MS sulla ISS.
Nei voli senza equipaggio, la Sojuz FG volò con l'aggiunta dello stadio superiore Fregat, sviluppato e prodotto dalla società NPO Lavochkin nel Chimki. Il volo inaugurale di questa configurazione avvenne il 2 giugno 2003, il primo di dieci lanci. I lanci della configurazione Sojuz FG/Fregat vennero commercializzati dalla società europea-russa Starsem.
Durante il suo periodo di utilizzo, la Sojuz-FG fu lanciata dal Cosmodromo di Bajkonur in Kazakistan, in particolare dalla Rampa Gagarin (LC-1/5) per le missioni con equipaggio e dalla Rampa 31 (LC-31/6) per le missioni senza equipaggio con la variante Fregat. La Sojuz FG effettuò 64 lanci riusciti consecutivi, fino al suo primo fallimento avvenuto l'11 ottobre 2018 per la missione con equipaggio Sojuz MS-10. Una registrazione video del volo spaziale rilasciata diverse settimane dopo all'incidente suggerì la presenza di un sensore difettoso in uno dei booster, che portò alla distruzione del lanciatore. L'equipaggio, composto dal comandante russo Aleksej Ovčinin e dall'ingegnere di volo statunitense Nick Hague, riuscì ad atterrare in sicurezza.

## Cronologia dei lanci
| Data (UTC)                 | Configurazione  | Numero seriale    | Sito di lancio                  | Risultato | Carico utile                                                | Note |
| -------------------------- | --------------- | ----------------- | ------------------------------- | --------- | ----------------------------------------------------------- | --- |
| 20 maggio 2001 22:32       | Sojuz FG        | К15000-001        | Rampa Gagarin (Bajkonur LC-1/5) | Riuscito  | Progress M1-6                                               | Rifornimento ISS |
| 26 novembre 2001 18:24     | Sojuz FG        | Ф15000-002        | Rampa Gagarin                   | Riuscito  | Progress M1-7                                               | Rifornimento ISS Kolibri 2000 |
| 25 settembre 2002 16:58    | Sojuz FG        | Э15000-003        | Rampa Gagarin                   | Riuscito  | Progress M1-9                                               | ISS logistics |
| 30 ottobre 2002 16:58      | Sojuz FG        | Э15000-004        | Rampa Gagarin                   | Riuscito  | Sojuz TMA-1                                                 | Scambio veicolo Sojuz |
| 26 aprile 2003 03:53       | Sojuz FG        | Э15000-006        | Rampa Gagarin                   | Riuscito  | Sojuz TMA-2                                                 | Equipaggio ISS Expedition 7 |
| 2 giugno 2003 18:24        | Sojuz FG/Fregat | Э15000-005/ ST-11 | Bajkonur LC-31/6                | Riuscito  | Mars Express                                                | Mars Express |
| 2 giugno 2003 18:24        | Sojuz FG/Fregat | Э15000-005/ ST-11 | Bajkonur LC-31/6                | Riuscito  | Beagle 2                                                    | Mars Express Spacecraft failed after landing |
| 18 ottobre 2003 05:38      | Sojuz FG        | Д15000-007        | Rampa Gagarin                   | Riuscito  | Sojuz TMA-3                                                 | Equipaggio ISS Expedition 8 |
| 27 dicembre 2003 21:30     | Sojuz FG/Fregat | Д15000-008/ ST-12 | Bajkonur LC-31/6                | Riuscito  | AMOS-2                                                      | Satellite per comunicazioni |
| 19 aprile 2004 05:19       | Sojuz FG        | Ж15000-009        | Rampa Gagarin                   | Riuscito  | Sojuz TMA-4                                                 | Equipaggio ISS Expedition 9 |
| 14 ottobre 2004 03:06      | Sojuz FG        | Ж15000-012        | Rampa Gagarin                   | Riuscito  | Sojuz TMA-5                                                 | Equipaggio ISS Expedition 10 |
| 15 aprile 2005 00:46       | Sojuz FG        | Ж15000-014        | Rampa Gagarin                   | Riuscito  | Sojuz TMA-6                                                 | Equipaggio ISS Expedition 11 |
| 13 agosto 2005 23:28       | Sojuz FG/Fregat | Ж15000-011/ ST-13 | Bajkonur LC-31/6                | Riuscito  | Galaxy 14                                                   | Satellite per comunicazioni |
| 1 ottobre 2005 03:54       | Sojuz FG        | П15000-017        | Rampa Gagarin                   | Riuscito  | Sojuz TMA-7                                                 | Equipaggio ISS Expedition 12 |
| 9 novembre 2005 03:33      | Sojuz FG/Fregat | Ж15000-010/ ST-14 | Bajkonur LC-31/6                | Riuscito  | Venus Express                                               | Venus Express |
| 28 dicembre 2005 05:19     | Sojuz FG/Fregat | П15000-015/ ST-15 | Bajkonur LC-31/6                | Riuscito  | GIOVE-A                                                     | Navigation satellite |
| 30 marzo 2006 02:30        | Sojuz FG        | П15000-018        | Rampa Gagarin                   | Riuscito  | Sojuz TMA-8                                                 | Equipaggio ISS Expedition 13 |
| 18 settembre 2006 04:08    | Sojuz FG        | Ц15000-023        | Rampa Gagarin                   | Riuscito  | Sojuz TMA-9                                                 | Equipaggio ISS Expedition 14 |
| 7 aprile 2007 17:31        | Sojuz FG        | Ц15000-019        | Rampa Gagarin                   | Riuscito  | Sojuz TMA-10                                                | Equipaggio ISS Expedition 15 |
| 29 maggio 2007 20:31       | Sojuz FG/Fregat | Ц15000-021        | Bajkonur LC-31/6                | Riuscito  | Globalstar × 4                                              | Satellite per comunicazioni |
| 10 ottobre 2007 13:22      | Sojuz FG        | Ц15000-020        | Rampa Gagarin                   | Riuscito  | Sojuz TMA-11                                                | Equipaggio ISS Expedition 16 |
| 20 ottobre 2007 20:12      | Sojuz FG/Fregat | Ц15000-022        | Bajkonur LC-31/6                | Riuscito  | Globalstar × 4                                              | Satellite per comunicazioni |
| 14 dicembre 2007 13:17     | Sojuz FG/Fregat | Ц15000-025        | Bajkonur LC-31/6                | Riuscito  | RADARSAT-2                                                  | Satellite per l’osservazione della Terra |
| 8 aprile 2008 11:16        | Sojuz FG        | Ш15000-024        | Rampa Gagarin                   | Riuscito  | Sojuz TMA-12                                                | Equipaggio ISS Expedition 17 Primo sud coreano nello spazio.                                                                                              |
| 26 aprile 2008 22:16       | Sojuz FG/Fregat | П15000-016        | Bajkonur LC-31/6                | Riuscito  | GIOVE-B                                                     | Navigation satellite |
| 12 ottobre 2008 07:01      | Sojuz FG        | Ш15000-026        | Rampa Gagarin                   | Riuscito  | Sojuz TMA-13                                                | Equipaggio ISS Expedition 18 |
| 26 marzo 2009 11:49        | Sojuz FG        | Ю15000-027        | Rampa Gagarin                   | Riuscito  | Sojuz TMA-14                                                | Equipaggio ISS Expedition 19 |
| 27 maggio 2009 10:34       | Sojuz FG        | Ю15000-030        | Rampa Gagarin                   | Riuscito  | Sojuz TMA-15                                                | Equipaggio ISS Expedition 20 |
| 30 settembre 2009 07:14    | Sojuz FG        | Б15000-029        | Rampa Gagarin                   | Riuscito  | Sojuz TMA-16                                                | Equipaggio ISS Expedition 21 |
| 20 dicembre 2009 21:52     | Sojuz FG        | Б15000-031        | Rampa Gagarin                   | Riuscito  | Sojuz TMA-17                                                | Equipaggio ISS Expedition 22 |
| 2 aprile 2010 04:04        | Sojuz FG        | Ю15000-028        | Rampa Gagarin                   | Riuscito  | Sojuz TMA-18                                                | Equipaggio ISS Expedition 23 |
| 15 giugno 2010 21:35       | Sojuz FG        | Б15000-032        | Rampa Gagarin                   | Riuscito  | Sojuz TMA-19                                                | Equipaggio ISS Expedition 24 |
| 7 ottobre 2010 23:10       | Sojuz FG        | Б15000-035        | Rampa Gagarin                   | Riuscito  | Sojuz TMA-01M                                               | Equipaggio ISS Expedition 25 |
| 15 dicembre 2010 19:09     | Sojuz FG        | Б15000-034        | Rampa Gagarin                   | Riuscito  | Sojuz TMA-20                                                | Equipaggio ISS Expedition 26 |
| 4 aprile 2011 22:18        | Sojuz FG        | И15000-036        | Rampa Gagarin                   | Riuscito  | Sojuz TMA-21                                                | Equipaggio ISS Expedition 27 |
| 7 giugno 2011 20:12        | Sojuz FG        | И15000-037        | Rampa Gagarin                   | Riuscito  | Sojuz TMA-02M                                               | Equipaggio ISS Expedition 28 |
| 14 novembre 2011 04:14     | Sojuz FG        | И15000-038        | Rampa Gagarin                   | Riuscito  | Sojuz TMA-22                                                | Equipaggio ISS Expedition 29 |
| 21 dicembre 2011 13:16     | Sojuz FG        | Л15000-039        | Rampa Gagarin                   | Riuscito  | Sojuz TMA-03M                                               | Equipaggio ISS Expedition 30/31 |
| 15 maggio 2012 03:01       | Sojuz FG        | Л15000-041        | Rampa Gagarin                   | Riuscito  | Sojuz TMA-04M                                               | Equipaggio ISS Expedition 31/32 |
| 15 luglio 2012 02:40       | Sojuz FG        | Л15000-042        | Rampa Gagarin                   | Riuscito  | Sojuz TMA-05M                                               | Equipaggio ISS Expedition 32/33 |
| 22 luglio 2012 06:41       | Sojuz FG/Fregat | Б15000-033        | Bajkonur LC-31/6                | Riuscito  | - - Kanopus-V Nº1 - BelKA-2 - Zond-PP - TET-1 - exactView 1 | Satellite di osservazione e dimostrativo tecnologico |
| 23 ottobre 2012 10:51      | Sojuz FG        | Л15000-044        | Bajkonur LC-31/6                | Riuscito  | Sojuz TMA-06M                                               | Equipaggio ISS Expedition 33/34 |
| 19 dicembre 2012 12:12     | Sojuz FG        | Л15000-040        | Rampa Gagarin                   | Riuscito  | Sojuz TMA-07M                                               | Equipaggio ISS Expedition 34/35 |
| 28 marzo 2013 20:43        | Sojuz FG        | Е15000-043        | Rampa Gagarin                   | Riuscito  | Sojuz TMA-08M                                               | Equipaggio ISS Expedition 35/36 |
| 28 maggio 2013 20:31       | Sojuz FG        | Е15000-045        | Rampa Gagarin                   | Riuscito  | Sojuz TMA-09M                                               | Equipaggio ISS Expedition 36/37 |
| 25 settembre 2013 20:58    | Sojuz FG        | Е15000-046        | Rampa Gagarin                   | Riuscito  | Sojuz TMA-10M                                               | Equipaggio ISS Expedition 37/38 |
| 7 novembre 2013 04:14      | Sojuz FG        | Т15000-048        | Rampa Gagarin                   | Riuscito  | Sojuz TMA-11M                                               | Equipaggio ISS Expedition 38/39 |
| 25 marzo 2014 21:17        | Sojuz FG        | Т15000-047        | Rampa Gagarin                   | Riuscito  | Sojuz TMA-12M                                               | Equipaggio ISS Expedition 39/40 |
| 28 maggio 2014 19:57       | Sojuz FG        | Т15000-049        | Rampa Gagarin                   | Riuscito  | Sojuz TMA-13M                                               | Equipaggio ISS Expedition 40/41 |
| 25 settembre 2014 20:25    | Sojuz FG        | Т15000-050        | Rampa Gagarin                   | Riuscito  | Sojuz TMA-14M                                               | Equipaggio ISS Expedition 41/42 |
| 23 novembre 2014 21:01     | Sojuz FG        | T15000-051        | Bajkonur LC-31/6                | Riuscito  | Sojuz TMA-15M                                               | Equipaggio ISS Expedition 42/43 |
| 27 marzo 2015 19:42        | Sojuz FG        | G15000-053        | Rampa Gagarin                   | Riuscito  | Sojuz TMA-16M                                               | Equipaggio ISS Expedition 43/44 |
| 22 luglio 2015 21:03       | Sojuz FG        | G15000-052        | Rampa Gagarin                   | Riuscito  | Sojuz TMA-17M                                               | Equipaggio ISS Expedition 44/45 |
| 2 settembre 2015 04:38     | Sojuz FG        | G15000-054        | Rampa Gagarin                   | Riuscito  | Sojuz TMA-18M                                               | Equipaggio ISS Expedition 45/46 |
| 15 dicembre 2015 11:03     | Sojuz FG        | G15000-055        | Rampa Gagarin                   | Riuscito  | Sojuz TMA-19M                                               | Equipaggio ISS Expedition 46/47 |
| 18 marzo 2016 21:26        | Sojuz FG        | R15000-057        | Rampa Gagarin                   | Riuscito  | Sojuz TMA-20M                                               | Equipaggio ISS Expedition 47/48 |
| 7 luglio 2016 01:36        | Sojuz FG        | R15000-056        | Rampa Gagarin                   | Riuscito  | Sojuz MS-01                                                 | Equipaggio ISS Expedition 48/49 |
| 19 ottobre 2016 08:05      | Sojuz FG        | R15000-059        | Bajkonur LC-31/6                | Riuscito  | Sojuz MS-02                                                 | Equipaggio ISS Expedition 49/50 |
| 17 novembre 2016 20:20     | Sojuz FG        | R15000-060        | Rampa Gagarin                   | Riuscito  | Sojuz MS-03                                                 | Equipaggio ISS Expedition 50/51 |
| 20 aprile 2017 07:13       | Sojuz FG        | U15000-065        | Rampa Gagarin                   | Riuscito  | Sojuz MS-04                                                 | Equipaggio ISS Expedition 51/52 |
| 28 luglio 2017 15:40       | Sojuz FG        | R15000-058        | Rampa Gagarin                   | Riuscito  | Sojuz MS-05                                                 | Equipaggio ISS Expedition 52/53 |
| 12 settembre 2017 21:17    | Sojuz FG        | U15000-063        | Rampa Gagarin                   | Riuscito  | Sojuz MS-06                                                 | Equipaggio ISS Expedition 53/54 |
| 17 dicembre 2017 07:21     | Sojuz FG        | R15000-061        | Rampa Gagarin                   | Riuscito  | Sojuz MS-07                                                 | Equipaggio ISS Expedition 54/55 |
| 21 marzo 2018 17:44        | Sojuz FG        | N15000-066        | Rampa Gagarin                   | Riuscito  | Sojuz MS-08                                                 | Equipaggio ISS Expedition 55/56 |
| 6 giugno 2018 11:12        | Sojuz FG        | U15000-064        | Rampa Gagarin                   | Riuscito  | Sojuz MS-09                                                 | Equipaggio ISS Expedition 56/57 |
| 11 ottobre 2018 08:40      | Sojuz FG        | N15000-062        | Rampa Gagarin                   | Fallito   | Sojuz MS-10                                                 | Lancio fallito, l’equipaggio è atterrato in sicurezza. Pianificato per equipaggio ISS Expedition 57/58.                                                   |
| 16 novembre 2018 18:14     | Sojuz FG        | N15000-068        | Rampa Gagarin                   | Riuscito  | Progress MS-10                                              | Rifornimento ISS |
| 3 dicembre 2018 11:31      | Sojuz FG        | N15000-067        | Rampa Gagarin                   | Riuscito  | Sojuz MS-11                                                 | Equipaggio ISS Expedition 57/58/59 |
| 14 marzo 2019 19:14        | Sojuz FG        | N15000-070        | Rampa Gagarin                   | Riuscito  | Sojuz MS-12                                                 | Equipaggio ISS Expedition 59/60 |
| 20 luglio 2019 16:28       | Sojuz FG        | N15000-069        | Rampa Gagarin                   | Riuscito  | Sojuz MS-13                                                 | Equipaggio ISS Expedition 60/61 |
| 25 settembre 2019 13:57:43 | Sojuz FG        | N15000-071        | Rampa Gagarin                   | Riuscito  | Sojuz MS-15                                                 | Equipaggio ISS Expedition 61/62 Ultimo volo della variante Sojuz FG variant, è stato sostituito con la Sojuz 2 per le successive missioni con equipaggio. |